# Edwin Bucher Williams
Edwin Bucher Williams (* 20. September 1891 in Columbia, Pennsylvania; † 28. April 1975 in Philadelphia) war ein US-amerikanischer Romanist, Hispanist, Lusitanist und Lexikograf.

## Leben und Werk
Williams studierte in Dijon und Philadelphia und unterrichtete ab 1919 an der University of Pennsylvania. Er promovierte dort mit der Arbeit The Life and dramatic works of Gertrudis Gómez de Avellaneda (Philadelphia 1924) und wurde Assistant Professor. Von 1932 bis 1962 war er an der University of Pennsylvania Full Professor für Romanische Sprachen (von 1938 bis 1951 auch Dekan, von 1951 bis 1956 auch Provost).
Williams erwarb sich Verdienste in der US-amerikanischen Lusitanistik sowie in der Entwicklung einer zukunftsweisenden Methodik der zweisprachigen Lexikographie, angewandt auf das Sprachenpaar Spanisch-Englisch.
Williams war Ehrendoktor der Universität Montpellier (1946), der University of Pennsylvania (1958) und der Bucknell University (1959). An der University of Pennsylvania ist seit 1972 ein Gebäude nach ihm benannt und seit 1986 eine Professur.

## Weitere Werke
- (Hrsg.) Technical & scientific French, Boston 1926
- (Hrsg.) French short stories of the nineteenth century, New York 1933
- (Hrsg.) Aucassin et Nicolette and four lais of Marie de France, New York 1933
- (Hrsg.) Maupassant for rapid reading, New York 1934
- (Hrsg.) Anatole France, Jean Servien. Abridged, New York 1935
- (Hrsg.) Alphonse Daudet, Lettres de mon moulin, New York 1936
- From Latin to Portuguese. Historical phonology and morphology of the Portuguese language, Philadelphia 1938, 1962, 1968 (portugiesisch: Do latim ao português. Fonologia e morfologia históricas da língua portuguêsa, Rio de Janeiro 1961, 1975)
- An introductory Portuguese grammar, New York 1942, 1976
- First Brazilian grammar. A course in beginner’s Portuguese, New York 1944
- Holt Spanish and English dictionary. Diccionario inglés y español, New York 1955, 1962 (1277 Seiten); Expanded edition u. d. T. Dictionary of Spanish and English, New York 1963; The Williams Spanish & English dictionary; Spanish-English, English-Spanish, 1973
- Dictionary of the Spanish Language. Diccionario del idioma español, New York 1959 (469 Seiten), 1967 (532 Seiten)
- (mit Marialice Pessoa) Cortina’s conversational Brazilian-Portuguese, intended for self-study and for use in schools,  New York 1960, zuletzt 1990
- The Bantam new college Spanish & English dictionary. Diccionario inglés y español, New York 1968 (723 Seiten), Webster’s Spanish & English dictionary, Secaucus 1980; The new international Webster’s Spanish & English dictionary, 1997; Webster’s Spanish-English/English-Spanish dictionary, 2004, Diccionario inglés-español, español-inglés = English-Spanish, Spanish-English dictionary, 2004
- (Hrsg.) The Scribner-Bantam English dictionary, New York 1977